# Glacier County
Glacier County är ett administrativt område i delstaten Montana, USA. År 2010 hade countyt  13 399 invånare. Den administrativa huvudorten (county seat) är Cut Bank. 
Del av Glacier nationalpark ligger i countyt. 

## Geografi
Enligt United States Census Bureau så har countyt en total area på 7 866 km². 7 757 km² av den arean är land och 109 km² är vatten. 

### Angränsande countyn
- Flathead County, Montana - väst
- Pondera County, Montana - syd
- Toole County, Montana - öst
- gränsar mot Alberta, Kanada i nord och nordost